# Phinaea albolineata
Phinaea albolineata là một loài thực vật có hoa trong họ Tai voi. Loài này được (Hook.) Benth. ex Hemsl. miêu tả khoa học đầu tiên năm 1882.